# Pierre-César Abeille
Pierre-César Abeille (* 1674 in Salon-de-Provence; † nach 1733) war ein französischer Komponist. Er wurde am 24. Februar 1674 in Salon-de-Provence getauft.

## Leben
Pierre-César Abeilles Vater war der königliche Notar Jean Abeille. 1699 bis 1700 war er Kapellmeister an St. Trophime in Arles. Im Jahr 1713 war er ungefähr ein halbes Jahr vicaire du choeur und maître de musique an St Germain-l’Auxerrois in Paris.

## Werke
- Acteon. Cantate burlesque für Bass/Bariton, Oboe oder Violine, Viola und Basso continuo. Herausgeber: Cedric Lee.Green Man Press Abe 1. Sujet aus den Metamorphosen Ovids.[2][3] RISM ID: 840000703
- Die 150 Psalmen Davids (Text: von Antoine Godeau ins Französische übertragen).[4][5] RISM ID: 840000787
  - Heureux qui n'ouvre point son coeur für neun Singstimmen, Chor und Orchester RISM ID: 840000791

- Miserere mihi. Motette für großen Chor. 1733[6] RISM ID: 840000785
- Verschiedene Airs sind im Sammelband Recueil d'Airs sérieux et à boire, de différents auteurs pour l'année 1706 überliefert
  - Un petit air à boire. OCLC 843280407